# Saskőváralja
Koordináták: é. sz. 48° 34′ 32″, k. h. 18° 53′ 54″48.575556°N 18.898333°E

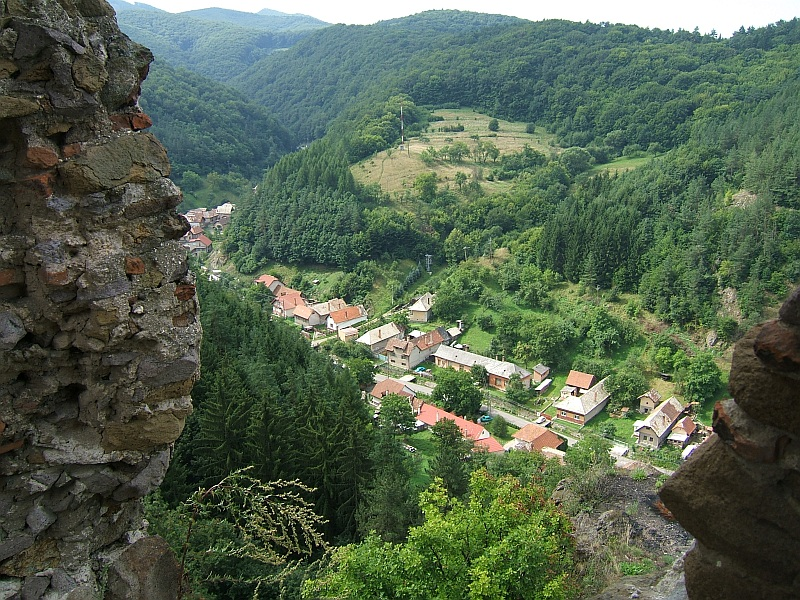
Saskőváralja

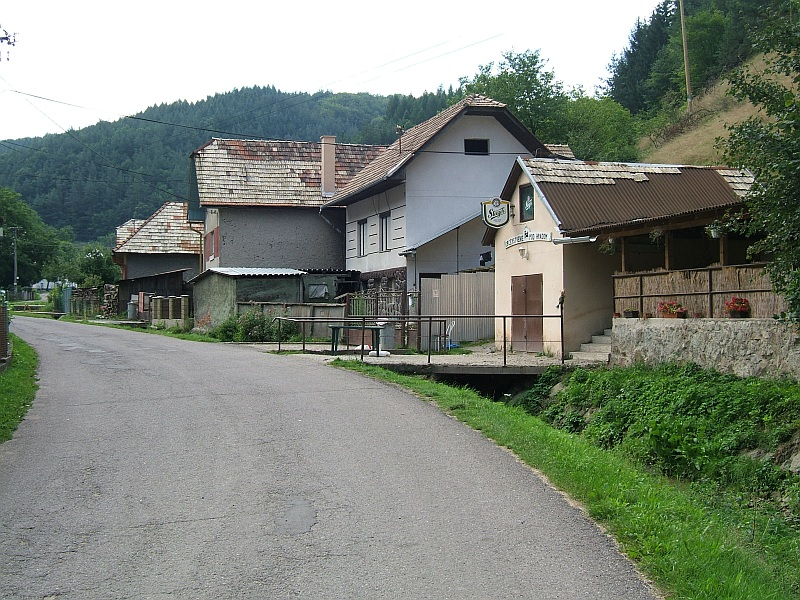
Utcarészlet

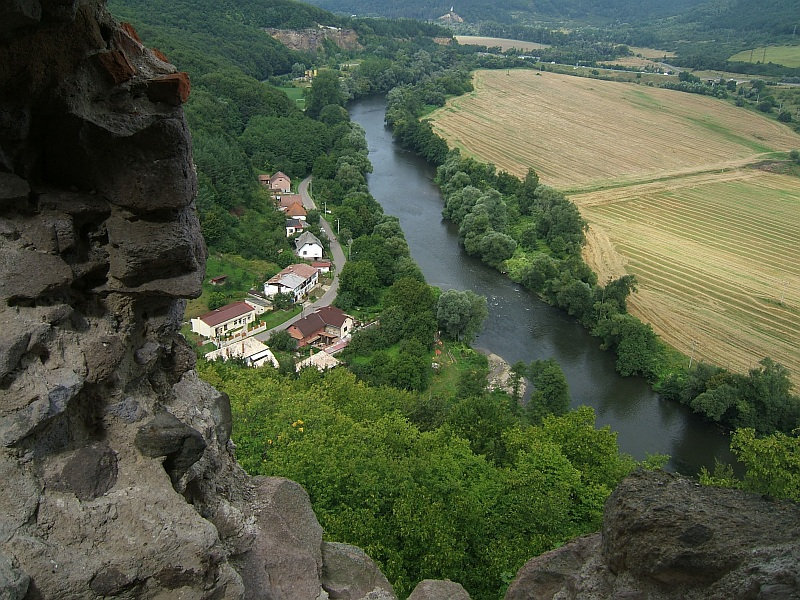
A Garam a település mellett folyik el

Saskőváralja (szlovákul Šášovské Podhradie) egykor önálló falu, ma Garamszentkereszt városrésze Szlovákiában, a Besztercebányai kerület Garamszentkereszti járásában.

## Nevének eredete
A felette magasodó Saskő váráról kapta a nevét.

## Fekvése
A Selmeci-hegység egyik völgyében, 270 m-es tengerszint feletti magasságban, Garamszentkereszt központjától 4 km-re délkeletre, a Garam folyó bal partján fekszik.

## Története
A Garam partján emelkedő  hegy tetején állnak Saskővár romjai. A 13. század első  felében építették a Bancsa nemzetség tagjai. Eredeti neve Szászkő volt középkori szász kapitányai miatt. Királyi vár, majd a Lipthayaké és a Dóczyaké. 1677-ben Thököly hadai elfoglalták és lerombolták.
Vályi András szerint: „Saskő Várallya. Tót falu Bars Várm. földes Ura az Esztergomi Káptalanbéli Uraság, lakosai többfélék, fekszik Viszkához közel, és annak filiája; határja olly forma, mint Repistyéé."
Fényes Elek szerint: „Saskő, (Váralja), Sachsenstein, tót falu, Bars vgyében, a Garan bal partján, Sz. Kereszthez 1/2 mfd., 199 kath. lak. Mellette láthatni a hegyre épült omladozó állapotban lévő Saskő várát, mellytől egy egész kamerális uradalom veszi nevezetét. Selmecz 3 1/2 óra."
Bars vármegye monográfiája szerint: „Saskőváralja, a Garamvölgyben, Zólyom vármegye közelében fekvő tót kisközség, 278 róm. kath. vallású lakossal. Saskővárának tartozéka, melynek érdekes romjai még ma is uralkodnak az egész vidék fölött. Hajdan a vár királyi birtok volt és Nagy Lajos 1352-ben utasítja Zobonya nevű szászkői várnagyát, hogy az elődje: Besős várnagy által Selmecz városától elfoglalt öt községet ismét adja vissza. 1253-ban Vancsai érsek unokái, Vincze és Péter bírták. 1441-ben Koller nevű várkapitányát találjuk említve. Hajdan Sachsenstein és Szászkő néven is említik az oklevelek, sőt tótul Sassov néven is. Mátyás király, nejének: Beatrixnek ajándékozta, a ki ismét a Dóczyak-nak adományozta. Ekkoriban a következő községek tartoztak a saskői várbirtokok közé: Váralja, Tepla, Hladomér, Jelna, Alsó-Trnauka, Prochot, Ihrács, Klacsán, Trnava, Mocsár, Zekély, Szklenó, Repistye és Peszerény. Később kincstári birtok lett és a m. kir. erdőkincstárnak itt most is nagyobb erdőbirtoka van. Egyéb történeti vonatkozásairól más helyen van szó. A községben nincs templom. Ide tartozik Safranicza fürésztelep is. Vasúti állomása van, távirója és postája pedig Garamszentkereszt."
A trianoni diktátumig Bars vármegye Garamszentkereszti járásához tartozott.
1971-ben csatolták Garamszentkereszthez.

## Népessége
1910-ben a falunak 358 szlovák lakosa volt.

## Nevezetességei
- Saskő vára

## Lásd még
- Garamszentkereszt
- Felsőapáti

## Külső hivatkozások
- Garamszentkereszt hivatalos honlapja
- Alapinformációk
- Garamszentkereszt Szlovákia térképén
- Sasvár vára (szlovákul)
- E-obce.sk[halott link]